# Michal Tlustý
Michal Tlustý (* 19. Oktober 1994) ist ein tschechischer Sprinter.

## Sportliche Laufbahn
Erste internationale Erfahrungen sammelte Michal Tlustý im Jahr 2015, als er bei den U23-Europameisterschaften in Tallinn im 200-Meter-Lauf mit 21,57 s in der ersten Runde ausschied und mit der tschechischen 4-mal-400-Meter-Staffel in 3:07,27 min den vierten Platz belegte. 2019 nahm er mit der Staffel an der Sommer-Universiade in Neapel teil und kam dort im Vorlauf zum Einsatz, wo er der tschechischen Mannschaft zum Finaleinzug verhalf. 
2014 und 2015 sowie 2017 wurde Tlustý tschechischer Hallenmeister in der 4-mal-200-Meter-Staffel.

## Persönliche Bestzeiten
- 200 Meter: 21,12 s (+1,8 m/s), 28. Juni 2015 in Pilsen
  - 200 Meter (Halle): 21,46 s, 17. Februar 2019 in Ostrava